# هيلغا أندرس
هيلغا أندرس (بالألمانية: Helga Anders)‏ (و. 1948 – 1986 م) هي ممثلة صوت، وممثلة أفلام نمساوية، ولدت في إنسبروك، توفيت في هار (منطقة ميونخ)، عن عمر يناهز 38 عاماً، بسبب نوبة قلبية.

## جوائز
حصلت على جوائز منها:
- جائزة الفيلم الألماني [الإنجليزية]‏ (1967).

## وصلات خارجية
- هيلغا أندرس على موقع IMDb (الإنجليزية)
- هيلغا أندرس على موقع مونزينجر (الألمانية)
- هيلغا أندرس على موقع ألو سيني (الفرنسية)
- هيلغا أندرس على موقع أول موفي (الإنجليزية)
- هيلغا أندرس على موقع قاعدة بيانات الأفلام السويدية (السويدية)
- هيلغا أندرس على موقع قاعدة بيانات الفيلم (الإنجليزية)
- هيلغا أندرس على موقع كينوبويسك (الروسية)